# Conus armillatus
Conus armillatus é uma espécie de gastrópode do gênero Conus, pertencente a família Conidae.